# Sequenza
Sequenza (italiano para "secuencia") es el nombre de un conjunto de catorce composiciones de Luciano Berio pensadas para ser interpretadas por instrumentos solistas o voz. 

## Características de la obra
Las piezas, algunas de las cuales requieren técnicas extendidas, son:
- Sequenza I (1958; ap. 1992) para flauta
- Sequenza II (1963), para arpa
- Sequenza III (1965) para voz de mujer
- Sequenza IV (1965) para piano
- Sequenza V (1966) para trombón
- Sequenza VI (1967) para viola
- Sequenza VII (1969/2000) para oboe (reelaborada como Sequenza VIIb para saxofón soprano en el año 2000)
- Sequenza VIII (1976) para violín
- Sequenza IX (1980) para clarinete (reelaborado 1981 como Sequenza IXb para saxofón alto y 1980 como Sequenza IXc para clarinete bajo)
- Sequenza X (1984) para trompeta y piano de resonancia
- Sequenza XI (1987) para guitarra
- Sequenza XII (1995) para fagot
- Sequenza XIII (1995) para acordeón
- Sequenza XIV (2002) para violonchelo (reescrito en el año 2004 por Stefano Scodanibbio como Sequenza XIVb para contrabajo)

Varias de estas piezas se convirtieron en la base de grandes obras: Sequenza II, con la inclusión de más partes instrumentales en torno al solo original, se convirtió en Chemins I; Sequenza VI es desarrollado en Chemins II, Chemins IIb, Chemins IIc y Chemins III; Sequenza VII se convirtió en Chemins IV; Sequenza XI se convirtió en Chemins V; Sequenza X se convirtió en Kol-Od, también conocido como Chemins VI; Sequenza IXb se convirtió en Récit, también conocido como Chemins VII; y Sequenza VIII se convirtió en Lirica. Por el contrario, Sequenza IX surgió de una pieza para clarinete y electrónica (retirada más tarde), originalmente conocido como Chemins V; NB no es el mismo que el trabajo con el mismo título, que se origina a partir de Sequenza XI.
- Datos: Q499541